# フィン・ヘフディング
フィン・ヘフディング（Finn Høffding、1899年3月10日 - 1997年3月3日）は、デンマークの作曲家。

## 経歴
コペンハーゲン出身。クヌート・イェッペセンとトマス・ラウブに作曲を学んだ後、1921年から1922年までウィーンでヨーゼフ・マルクスに師事した。1924年に作曲した『合唱とオーケストラのための「北斗七星」』をはじめとする彼の作品は、1920年代のデンマークで広く知られるようになった。1930年より民謡の研究を始め、翌年にコペンハーゲン民俗音楽学校を設立した。また同年からデンマーク音楽アカデミーの教壇に立ち、1954年からは院長を務めた。1956年と1958年にニールセン賞を受賞。さらに音楽理論に関する著作も残している。

## 主な作品

### オペラ
- 裸の王様（1928）

### 合唱曲
- 北斗七星（1924）
- クリストファー・コロンブス（1937）
- ジョルダーノ・ブルーノ（1968）

### 管弦楽曲
- 交響曲第1番（1923）
- 交響曲第2番（1924）
- 交響曲第3番（1928）
- 交響曲第4番（1934）
- 協奏的幻想曲（1965）

### 室内楽曲
- 弦楽四重奏曲第1番（1920）
- 弦楽四重奏曲第2番（1925）
- 管楽五重奏曲（1940）